# Karl Georg Ludwig Wermuth
Pour les articles homonymes, voir Wermuth.
Karl Georg Ludwig Wermuth (né en 1804 à Hamelin, mort le 9 janvier 1867 à Hanovre) est le directeur de la police du royaume de Hanovre.

## Biographie
Karl Georg Ludwig Wermuth étudie le droit à l'université de Göttingen et obtient un doctorat. Il devient sénateur des questions de police à Hamelin. L'un de ses principaux travaux est le développement de la navigation des bateaux à vapeur sur la Weser. De novembre 1842 à mars 1846, il est le directeur de la société de l'"Union des bateaux à vapeur de la Weser". Il est ensuite nommé à la direction de la police à Hanovre. En 1847, il est chargé de l'organisation de la nouvelle police de l'État et est promu directeur de la police du royaume de Hanovre. Début 1854, il devient directeur général de la police, grâce à sa bonne relation avec le roi Georges V de Hanovre. Cependant Wermuth échoue à devenir ministre de l'Intérieur du royaume. Après la guerre austro-prussienne en 1866, le royaume de Hanovre perd son autonomie ; Wermuth est suspendu de ses fonctions et doit quitter le pays. Lorsque sa demande de réintégration est refusée, il choisit de se suicider en se tirant une balle.
Son affaire la plus connue est le procès des communistes de Cologne (de). Le 10 mai 1851, Peter Nothjung (de) est arrêté à la gare de Leipzig durant la foire, car il ne peut pas présenter de papiers. Sur lui, la police trouve une liste de noms des principaux membres de la Fédération. Wermuth remercie son collègue de Saxe Friedrich Eberhardt de l'arrestation de Nothjung. Avec son collègue de Berlin Wilhelm Stieber, Wermuth fait l'instruction du procès. Il effectue des recherches, même à Hanovre, produit des lettres et réprime tout regroupement de travailleurs. Le procès débute le 4 octobre 1852. Les accusés sont Peter Gerhard Röser, Nothjung, Wilhelm Joseph Reiff, Hermann Heinrich Becker (de), Roland Daniels (de), Carl Wunibald Otto (de), Abraham Jacobi, Wilhelm Jacob Klein, Johann Ludwig Albert Erhard et Friedrich Lessner (de). Le 20 octobre, Wermuth vient à la barre en tant que témoin. Il rend compte des visites du Dr. Mensching (de) et déclare faussement que Mensching eût affirmé que Becker a été membre du parti communiste. Un défenseur, Schneider II, déclare que Wermuth surestime l'influence des présumés dix membres du parti sur les huit mille ouvriers et les travailleurs étrangers. Seulement trois des accusés sont acquittés. Wermuth et Stieber ont présenté un travail important, dans lequel les débuts démocratiques du mouvement ouvrier allemand sont diffamés, avec des avis de recherches de 760 personnes qu'ils pensaient dangereuses, qui constituent un "Livre noir".
Karl Georg Ludwig Wermuth est marié à Emilia (Emmy) Dorothe Domeier. Ils auront ensemble un fils Adolf Wermuth qui deviendra bourgmestre-gouverneur de Berlin, et une fille Frieda qui épousera Georg Arnold Bacmeister (de).